# منتخب جزر العذراء البريطانية تحت 17 سنة لكرة القدم
منتخب جزر العذراء البريطانية تحت 17 سنة لكرة القدم هو ممثل جزر العذراء البريطانية الرسمي في المنافسات الدولية في كرة القدم في فئة كرة قدم تحت 17 سنة للرجال
، يديريه اتحاد الجزر العذراء البريطانية لكرة القدم.

## الإحصاءات

### كأس العالمتحت 17 عاما
- من 1985 إلى 1999 : لم يشارك
- من 2001 إلى 2013 : لم يتأهل

### بطولةالكونكاكافتحت 17 سنة
- من 1983 إلى 1999 : لم يشارك
- من 2001 إلى 2013 : لم يتأهل